# アリス・バーバー・スティーブンス
アリス・バーバー・スティーブンス（Alice Barber Stephens、1858年7月1日 - 1932年7月13日）は、アメリカ合衆国の画家、版画家、イラストレータである。「Scribner's Monthly」、「Harper's Weekly」、「Ladies Home Journal」といった雑誌に多くの挿絵を描いた。

## 略歴
ニュージャージー州セイラムの近くのクエーカー教徒の家に生まれた。ニュージャージーから家族はフィラデルフィアに移り、15歳からフィラデルフィア女子デザイン学校で木版画を学び、雑誌に挿絵を描くようになった。
1876年に名門の美術学校、ペンシルベニア美術アカデミーが女性の入学を認めるようになり、アリスも美術アカデミーに進学した。同時期の美術アカデミーの学生には、スーザン・マクダウェルやフランク・スティーブンス、ジョーダン(David Wilson Jordan)、エヴィングハウゼン(Lavinia Ebbinghausen)、トマス・アンシュッツらがいて、後にアリスと結婚するチャールズ・H・スティーブンスもいた。美術アカデミーではトマス・エイキンズに学び、版画だけでなく油絵、水彩画も含むさまざまな絵画技法を学んだ 。1879年にエイキンズに選ばれて、月刊誌「Scribner's Monthly」に掲載される、授業風景の挿絵を描いた。
1886年から1年間、パリに留学し、イタリアも旅した。パリではアカデミー・ジュリアンとアカデミー・コラロッシで学び、1887年のサロン・ド・パリに出展した。帰国後は「Ladies' Home Journa」の定期寄稿者になり、多くの書籍の挿絵を描いた。
1888年から母校のフィラデルフィア女子デザイン学校で教え始め、教えた学生には、有名なイラストレータになったシャーロット・ハーディング（Charlotte Harding）がいた。
1890年にペンシルベニア美術アカデミーの展覧会に出展した優れた女性画家に与えるメアリー・スミス賞を受賞した。1890年に美術アカデミーの教員になっていた元クラスメートのチャールズ・H・スティーブンスと結婚した。

## 作品

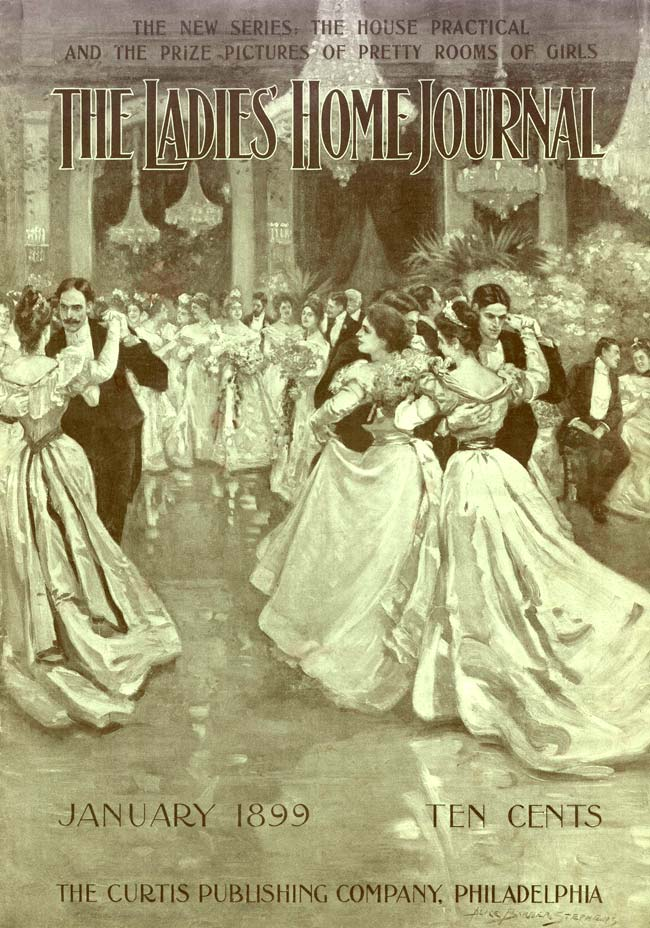
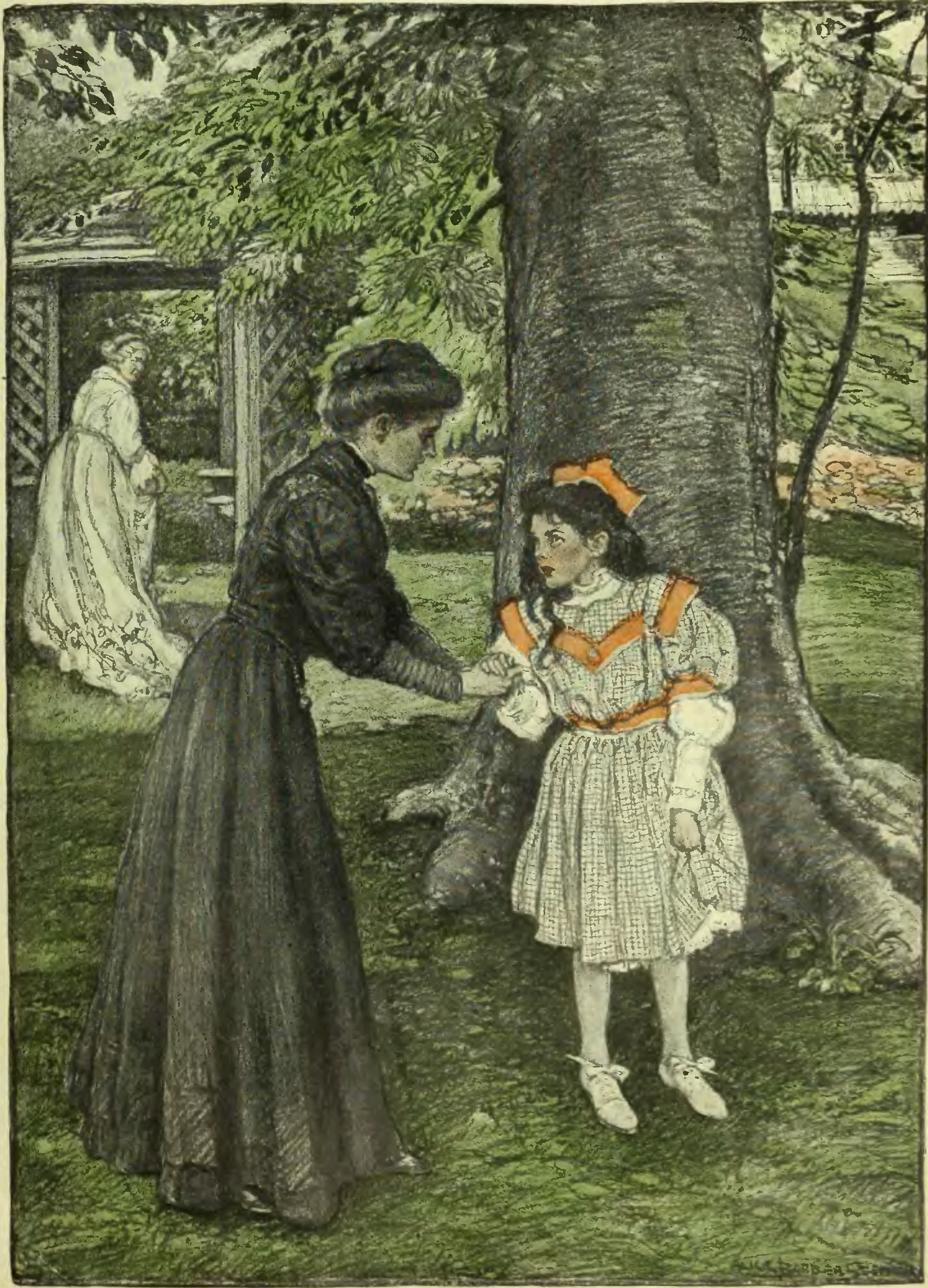
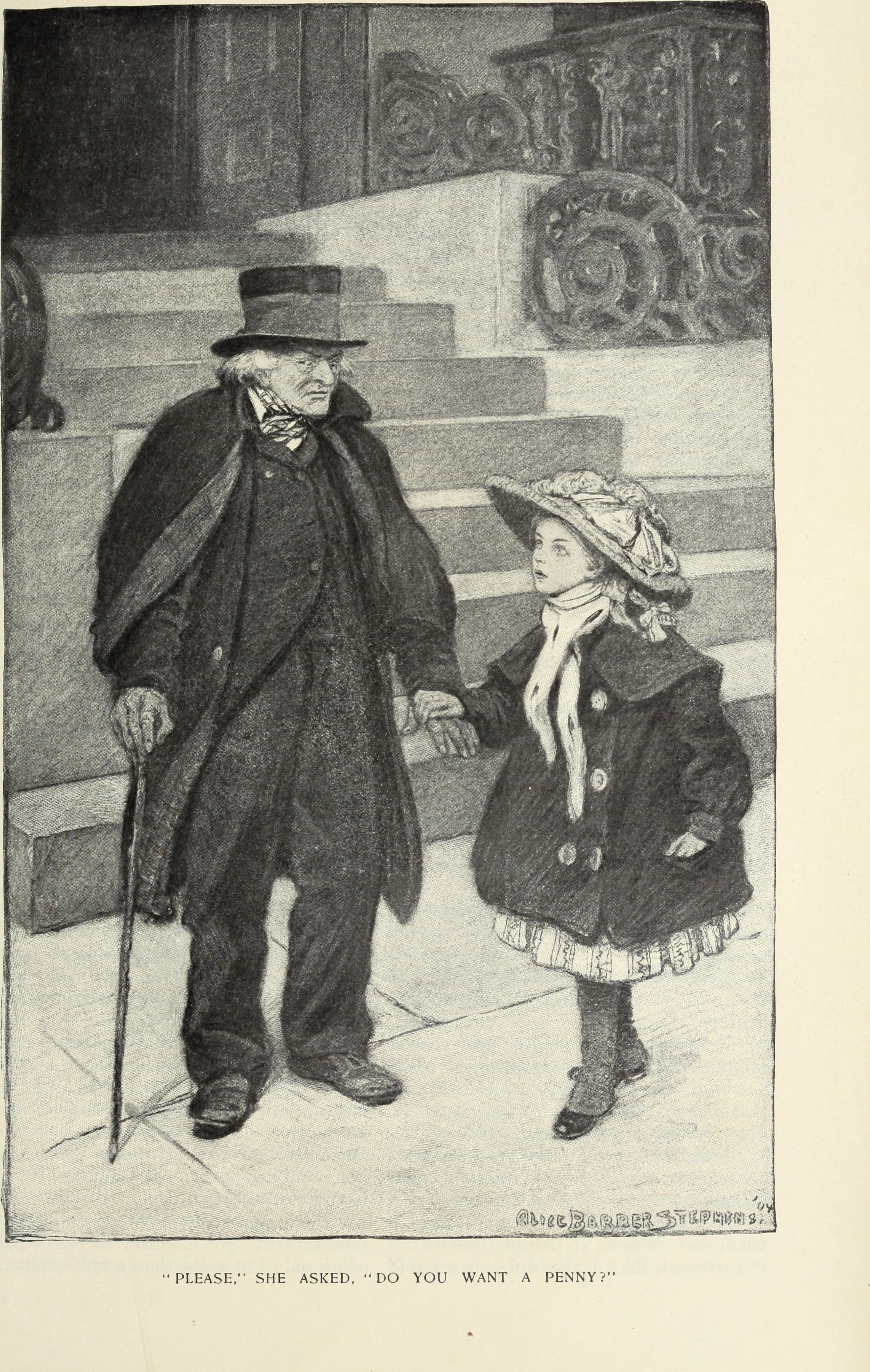
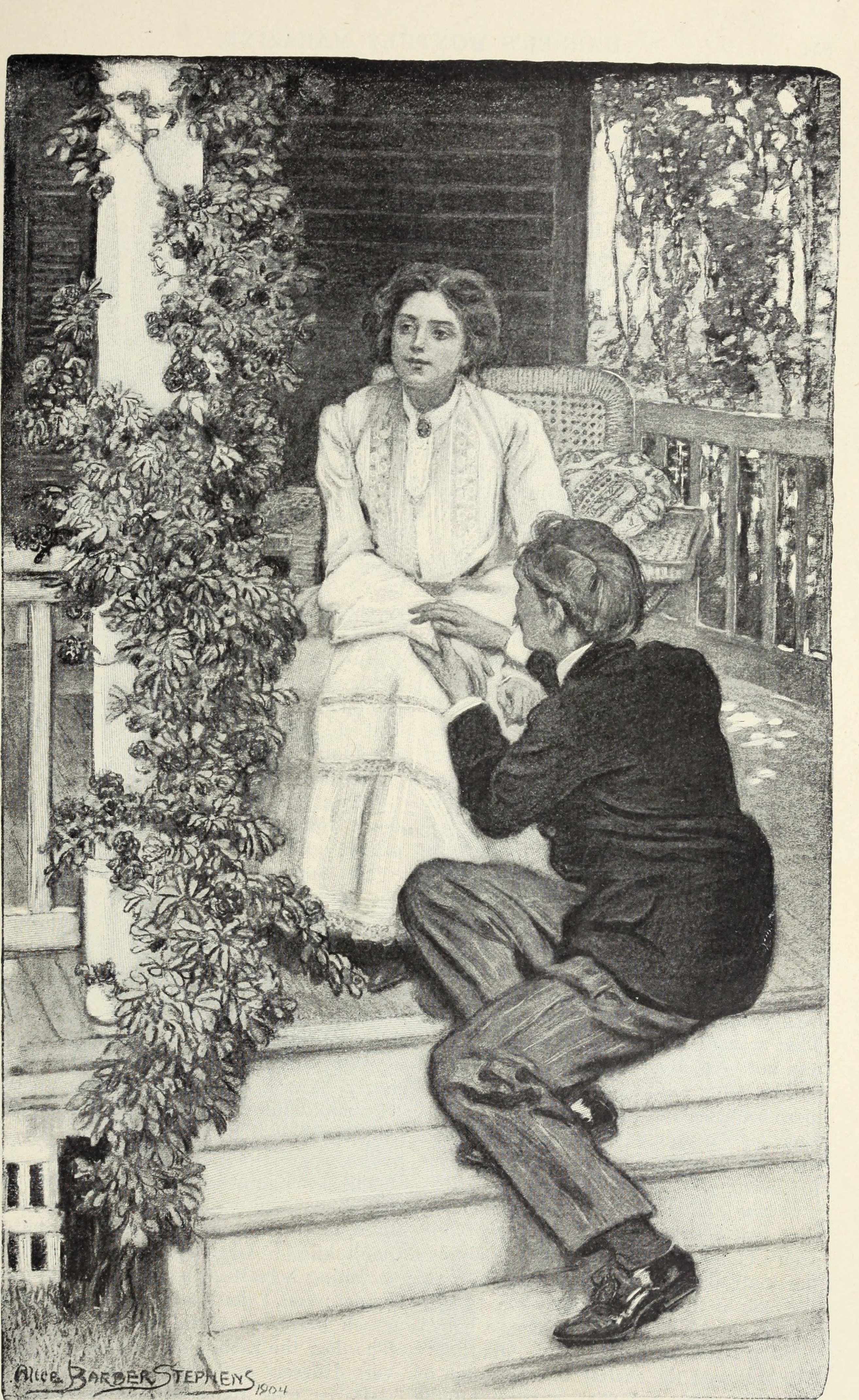

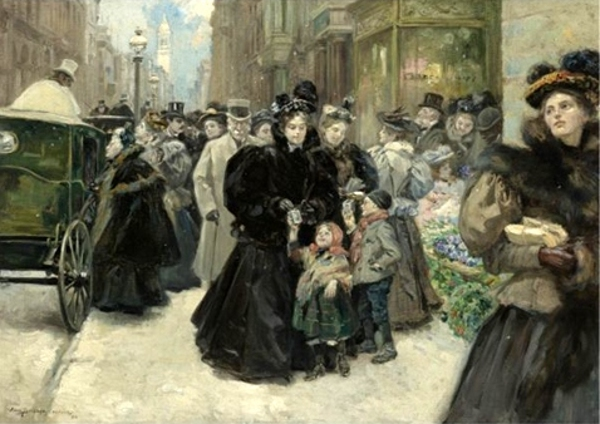
「5番街のクリスマスの買い物」
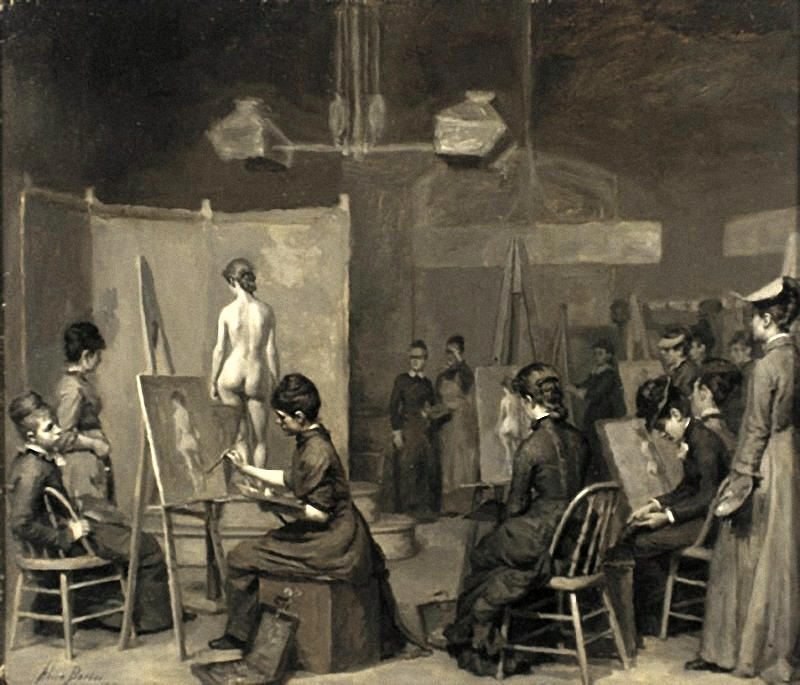
「美術学校の女子クラス」 (1879)
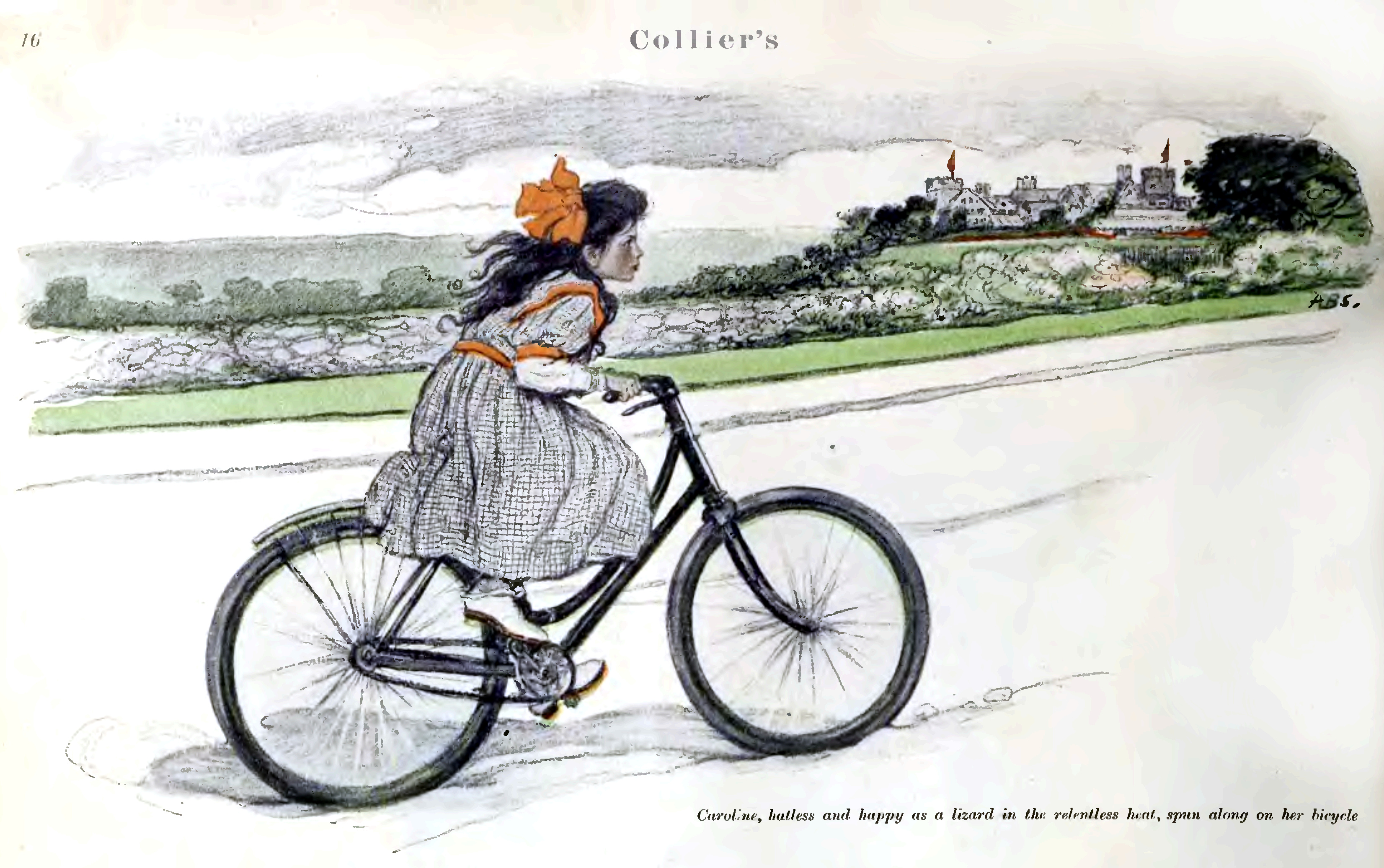